# SN 2005el
SN 2005el – supernowa typu Ia odkryta 19 września 2005 roku w galaktyce NGC 1819. W momencie odkrycia miała maksymalną jasność 18,70m.